# Chris Sarandon
Christopher Sarandon Jr. (/səˈrændən/; født 24. juli 1942) er en amerikansk skuespiller og stemmeskuespiller, der er kendt bedst for at spille Prins Humperdinck i filmen Prinsessen og de skøre riddere, vampyren Jerry Dandrige i Gysertimen og detektiven Mike Norris i første film af Barneleg-serien og for at stemmeligge Jack Skellington i The Nightmare Before Christmas. Han blev nomineret til en Oscar for bedste mandlige birolle for sin præstation som Leon Shermer i En skæv eftermiddag.

## Filmografi

### Film
| År   | Titel                                        | Rolle                             | Noter/Priser |
| ---- | -------------------------------------------- | --------------------------------- | --- |
| 1974 | Thursday's Game                              | Counsellor                        | |
| 1975 | Dog Day Afternoon                            | Leon Shermer                      | Nominated—Academy Award for Best Supporting Actor Nominated—Golden Globe Award for New Star of the Year – Actor Nominated—New York Film Critics Circle Award for Best Supporting Actor |
| 1976 | Lipstick                                     | Gordon Stuart                     | |
| 1977 | The Sentinel                                 | Michael Lerman                    | |
| 1979 | Cuba                                         | Juan Pulido                       | |
| 1979 | You Can't Go Home Again                      | George Webber                     | |
| 1980 | The Day Christ Died                          | Jesus Christ                      | |
| 1980 | A Tale of Two Cities                         | Sydney Carton Charles Darnay      | |
| 1981 | Broken Promise                               | Bud Griggs                        | |
| 1983 | The Osterman Weekend                         | Joseph Cardone                    | |
| 1984 | Protocol                                     | Michael Ransome                   | |
| 1985 | This Child Is Mine                           | Craig Wilkerson                   | |
| 1985 | Fright Night                                 | Jerry Dandridge                   | Nominated—Saturn Award for Best Actor |
| 1986 | Liberty                                      | Jacque Marchant                   | |
| 1987 | * Prinsessen og de skøre riddere             | Prins Humperdinck                 | |
| 1987 | Mayflower Madam                              | Matt Whittington                  | |
| 1988 | Child's Play                                 | Detective Mike Norris             | |
| 1988 | Goodbye, Miss Fourth of July                 | George Janus                      | |
| 1989 | Collision Course                             | Philip Mandras                    | |
| 1989 | Slaves of New York                           | Victor Okrent                     | |
| 1989 | Tailspin: Behind the Korean Airliner Tragedy | John Lenczowski                   | |
| 1989 | Forced March                                 | Ben Kline                         | |
| 1990 | The Stranger Within                          | Dan                               | |
| 1990 | Whispers                                     | Tony                              | |
| 1991 | The Resurrected                              | Joseph Curwen Charles Dexter Ward | |
| 1993 | Dark Tide                                    | Tim                               | |
| 1993 | The Nightmare Before Christmas               | Jack Skellington (voice)          | Speaking voice |
| 1994 | David's Mother                               | Philip                            | |
| 1995 | Just Cause                                   | Lyle Morgan                       | |
| 1995 | When the Dark Man Calls                      | Lloyd Carson                      | |
| 1996 | Terminal Justice                             | Reginald Matthews                 | |
| 1996 | No Greater Love                              | Sam Horowitz                      | |
| 1996 | Edie & Pen                                   | Max                               | |
| 1996 | Bordello of Blood                            | Rev. J.C. Current                 | |
| 1997 | American Perfekt                             | Deputy Sammy                      | |
| 1997 | Road Ends                                    | Esteban Maceda                    | |
| 1998 | Little Men                                   | Fritz Bhaer                       | |
| 1999 | Let the Devil Wear Black                     | Mr. Lyne                          | |
| 2000 | Race Against Time                            | Dr. Anton Stofeles                | |
| 2000 | Reaper                                       | Luke Sinclair                     | |
| 2001 | Perfume                                      | Gary Packer                       | |
| 2005 | Nausicaä of the Valley of the Wind           | Kurotowa (voice)                  | English dub by Walt Disney Pictures; originally released in Japanese in 1984 |
| 2005 | Loggerheads                                  | Rev. Robert Austin                | |
| 2007 | The Chosen One                               | Zebulon 'Zeb' Kirk (voice)        | |
| 2008 | My Sassy Girl                                | Dr. Roark                         | |
| 2010 | Multiple Sarcasms                            | Larry                             | |
| 2011 | Fright Night                                 | "Jay Dee"                         | Cameo appearance |
| 2012 | Safe                                         | Mayor Danny Tremello              | |
| 2013 | Curse of Chucky                              | Detective Mike Norris             | Archive footage |
| 2013 | Frank the Bastard                            | Tristan Pace                      | |
| 2014 | Big Stone Gap                                | Mario Barbari                     | |
| 2015 | I Smile Back                                 | Roger                             | |

### Tv
| År         | Titel                             | Rolle                        | Noter |
| ---------- | --------------------------------- | ---------------------------- | --- |
| 1969–1973  | Guiding Light                     | Dr. Tom Halverson            | |
| 1978       | You Can't Go Home Again           | George Webber                | CBS TV movie based on the novel by Thomas Wolfe                                                                          |
| 1980       | A Tale of Two Cities              | Sydney Carton Charles Darnay | TV movie |
| 1993       | Picket Fences                     | Cole                         | Episode: "The Dancing Bandit"                                                                                            |
| 1994       | Star Trek: Deep Space Nine        | Martus Mazur                 | Episode: "Rivals" |
| 1995       | The Outer Limits                  | Dr. Pallas                   | Episode: "Corner of the Eye"                                                                                             |
| 1998       | The Practice                      | Dr Jeffrey Winslow           | Episodes: "The Trial", "Cloudy with a Chance of Membranes"                                                               |
| 1998       | Chicago Hope                      | Dr. Gordon Mays              | Episodes: "Austin, We Have a Problem", "Wag the Doc", "Austin Space"                                                     |
| 1999       | Felicity                          | Dr. Peter McGrath            | Episodes: "Todd Mulcahy: Part 1", "Todd Mulcahy: Part 2", "Docuventary", "Connections", "The Force", "Felicity Was Here" |
| 1999–2000  | Stark Raving Mad                  | Caesar Radford               | Episodes: "Fish Out of Water" and "The Big Finish"                                                                       |
| 2000–2002  | ER                                | Dr. Burke                    | Episodes: "The Greatest of Gifts", "Piece of Mind", "It's All in Your Head"                                              |
| 2002, 2004 | Law & Order                       | Howard Pincham               | Episode: "Gov Love" and "The Wheel"                                                                                      |
| 2002       | The Court                         | Justice Vorhees              | 3 episodes |
| 2003       | The Wild Thornberrys              | Myka (voice)                 | Episode: "Look Who's Squawking"                                                                                          |
| 2003       | Skin                              | Mayor Coolidge               | Episode: "Endorsement"                                                                                                   |
| 2003       | Charmed                           | Necromancer Armand           | Episode: "Necromancing the Stone"                                                                                        |
| 2004       | Cold Case                         | Adam Clarke                  | Episode: "Volunteers" |
| 2005       | Danny Phantom                     | Matt (voice)                 | Episode: "Pirate Radio"                                                                                                  |
| 2006       | Law & Order: Special Victims Unit | Wesley Masoner               | Episode: "Choreographed"                                                                                                 |
| 2010       | Psych                             | Ashton Bonaventure           | Episode: "Think Tank" |
| 2010       | The Good Wife                     | Judge Howard Matchick        | Episode: "Taking Control"                                                                                                |
| 2016       | Orange Is The New Black           | Kip Carnigan                 | Episode: "We'll always have Baltimore"                                                                                   |
| 2017       | Teenage Mutant Ninja Turtles      | Grev Dracula (stemme)        | 3 episodes |
| 2020       | Prop Culture                      | Himself                      | Episode: "Tim Burton's The Nightmare Before Christmas"                                                                   |

### Video games
| År   | Titel                                           | Rolle                    | Noter |
| ---- | ----------------------------------------------- | ------------------------ | ----- |
| 2002 | Kingdom Hearts                                  | Jack Skellington (voice) |       |
| 2005 | The Nightmare Before Christmas: Oogie's Revenge | Jack Skellington (voice) |       |
| 2006 | Kingdom Hearts II                               | Jack Skellington (voice) |       |
| 2013 | Disney Infinity                                 | Jack Skellington (voice) |       |
| 2013 | Kingdom Hearts HD 1.5 Remix                     | Jack Skellington (voice) |       |
| 2014 | Kingdom Hearts HD 2.5 Remix                     | Jack Skellington (voice) |       |
| 2015 | Disney Infinity 3.0                             | Jack Skellington (voice) | [ 2 ] |
| 2023 | Disney Dreamlight Valley                        | Jack Skellington (voice) |       |

### Temaparker
- Haunted Mansion Holiday – Jack Skellington
- Halloween Screams – Jack Skellington
- Frightfully Fun Parade – Jack Skellington
- Disney on Ice – Jack Skellington

### Musikvideoer
- Hands Clean — Alanis Morissette